# 大西亜里
大西 亜里（おおにし あり、1970年10月15日 - ）は神奈川県出身のシンガーソングライターである。

## 経歴
国立音楽大学卒業。桐蔭学園の音楽教師を経て、慶應義塾高等学校の教師時代に文化放送主催「ザ・スーパーオーディション“プロになっちゃえ”」に応募し2000組からグランプリを受賞。1999年にユニットアンティカ（後にsollaに改名）としてデビュー。2007年J-moreよりソロデビュー。
音楽療法学会正会員でもあり、ミュージックセラピー（音楽療法）の普及に貢献。ドレミ音楽出版「月刊songs」2007年12月号より、「大西亜里のミュージックセラピー」を連載開始。それに伴い、都内近郊を中心に「ミュージックセラピー教室」を実際に講演。シンガーソングライター、そしてミュージックセラピストとしてマルチに活動している。
2008年7月にラグビー元日本代表の吉田義人と結婚。2009年4月、第一子となる男児を出産。

## ディスコグラフィー

### シングル
Debut Single『誰より今・・・』（2007年5月16日）YICD-70027
- 収録曲
  1. 『誰より今・・・』テレビ東京系全国ネット『ド短期ツメコミ教育!豪腕!コーチング!!』エンディング・テーマ
  2. 『夢で逢いましょう』MBSラジオ 『ゴチャ・まぜっ!』エンディング・テーマ
  3. 『誰より今・・・』（Instrumental）
  4. 『夢で逢いましょう』（Instrumental）

2nd Single『Time goes by』（2007年10月17日）YICD-70035
- 収録曲
  1. 『Time goes by』テレビ東京系 「阿川佐和子のゴルフ友遊録」エンディングテーマ
  2. 『I love tokyo』
  3. 『Time goes by』（Instrumental）
  4. 『I love tokyo』（Instrumental）

### アルバム
1st Mini album『幸せの言葉』（2008/6/4）YICD-70049
- 収録曲
  1. 『幸せの言葉』6月30日よりテレビ東京「朝はビタミン!」のエンディングテーマ
  2. 『どうぞこのまま』
  3. 『誰より今・・・』テレビ東京系全国ネット『ド短期ツメコミ教育!豪腕!コーチング!!』エンディングテーマ
  4. 『サヨアナラが云えない』
  5. 『I miss you』
  6. 『I love Tokyo』
  7. 『Time goes by』テレビ東京系 「阿川佐和子のゴルフ友遊録」エンディングテーマ